# Radovan Somík
Radovan Somík (* 5. května 1977, Martin, Československo) je bývalý slovenský lední hokejista se zkušenostmi z NHL a Ruské superligy. Většinu kariéry odehrál za Pardubice.

## Kluby podle sezon
- 1993-1994 MHC Mountfield Martin
- 1994-1995 MHC Mountfield Martin
- 1995-1996 MHC Mountfield Martin
- 1996-1997 MHC Mountfield Martin
- 1997-1998 MHC Mountfield Martin
- 1998-1999 HC Dukla Trenčín
- 1999-2000 MHC Mountfield Martin
- 2000/2001 HC Continental Zlín
- 2001/2002 HC Continental Zlín
- 2002-2003 Philadelphia Flyers
- 2003-2004 Philadelphia Flyers, Philadelphia Phantoms
- 2004-2005 VHK Vsetín, Malmö IF
- 2005-2006 Severstal Čerepovec
- 2006-2007 Severstal Čerepovec
- 2007/2008 HC Moeller Pardubice
- 2008/2009 HC Moeller Pardubice
- 2009/2010 HC Eaton Pardubice
- 2010/2011 HC Eaton Pardubice
- 2011/2012 HC ČSOB Pojišťovna Pardubice
- 2012/2013 HC ČSOB Pojišťovna Pardubice
- 2013/2014 HC ČSOB Pojišťovna Pardubice
- 2014/2015 HC ČSOB Pojišťovna Pardubice

## Reprezentace
Statistiky hráče na Mistrovstvích světa a Olympijských hrách:
| Turnaj       | Místo konání                                   | Z  | G | A | B | Umístění      | Soupisky         |
| ------------ | ---------------------------------------------- | -- | - | - | - | ------------- | ---------------- |
| MS 2001      | Německo (Norimberk, Kolín nad Rýnem, Hannover) | 6  | 0 | 0 | 0 | 7. místo      | Soupiska MS 2001 |
| MS 2002      | Švédsko (Göteborg, Jönköping, Karlstad)        | 9  | 0 | 3 | 3 | Zlatá medaile | Soupiska MS 2002 |
| SP 2004      | Severní Amerika, Evropa                        | 1  | 0 | 0 | 0 | 8. místo      | Soupiska         |
| MS 2007      | Rusko (Moskva , Petrohrad)                     | 6  | 1 | 1 | 2 | 6. místo      | Soupiska MS 2007 |
| MS 2008      | Kanada (Québec, Halifax)                       | 4  | 0 | 0 | 0 | 13. místo     | Soupiska MS 2008 |
| Celkem na MS |                                                | 25 | 1 | 4 | 5 |               |                  |